# 酒井忠国
酒井 忠国（さかい ただくに）は、安房国勝山藩の初代藩主。

## 生涯
酒井忠朝の4男。寛文8年（1668年）6月13日、若狭小浜藩主の叔父酒井忠直から1万石を分与されて、勝山藩主となる。同年12月に従五位に叙され、越前守に任ぜられる。延宝2年（1674年）2月に水口城守衛を務め、延宝8年（1680年）12月には大番頭、そして大和守になった。天和元年（1681年）11月、奏者番と寺社奉行を兼任する。天和2年（1682年）11月、安房国内、上野国内で5000石を加増された。天和3年（1683年）正月11日、33歳で死去し、跡を長男の忠胤が継いだ。

## 系譜
父母
- 酒井忠朝（父）
- おまん ー 松平定行の長女（母）

正室
- 毛利就隆の娘

子女
- 酒井忠胤（長男）生母は正室
- 酒井忠成